# Charadrahyla
Charadrahyla ist eine Gattung aus der Familie der Laubfrösche (Hylidae).

## Beschreibung
Die Gattung ist durch verschiedene genetische Merkmale definiert. Es ist bislang keine morphologische Synapomorphie des Taxons bekannt.

## Vorkommen
Das Gebiet, in dem die Gattung vorkommt, umfasst den tropischen Süden Mexikos.

## Systematik
Die Gattung Charadrahyla wurde 2005 durch Faivovich et al. erstbeschrieben. Die Arten dieser Gattung waren früher zum größten Teil in der Laubfroschgattung Hyla vereint. Die Typusart der Gattung ist Chadrahyla taeniopus Günther, 1901. Die Gattung umfasst derzeit 10 Arten.
Stand: 9. August 2019
- Charadrahyla altipotens (Duellman, 1968)
- Charadrahyla chaneque (Duellman, 1961)
- Charadrahyla esperancensis Canseco-Márquez, Ramírez-González & González-Bernal, 2017
- Charadrahyla juanitae (Snyder, 1972)
- Charadrahyla nephila (Mendelson & Campbell, 1999)
- Charadrahyla pinorum (Taylor, 1937)
- Charadrahyla sakbah  Jiménez-Arcos, Calzada-Arciniega, Alfaro-Juantorena, Vázquez-Reyes, Blair & Parra-Olea, 2019
- Charadrahyla taeniopus (Günther, 1901)
- Charadrahyla tecuani Campbell, Blancas-Hernández & Smith, 2009
- Charadrahyla trux (Adler & Dennis, 1972)